# Авхачёв, Федос Михайлович
Федо́с (Феодосий) Миха́йлович Авхачёв (4 [17] сентября 1909 — 17 ноября 1993) — советский офицер, танкист, участник Великой Отечественной войны, Герой Советского Союза (1946). Майор.
В годы Великой Отечественной войны — командир танкового батальона 1-й польской танковой бригады. Особо отличился в марте 1945 года в ходе Восточно-Померанской операции в боях за город Гдыня (ныне Польша). Танковый батальон под его командованием одним из первых ворвался в город, уничтожил 11 орудий противника, захватил 20 паровозов, около 100 вагонов с грузом, 5 складов с продовольствием, около 350 автомашин, а также 30 мотоциклов.

## Биография
Родился 4 (17) сентября 1909 года в деревне Мошевое ныне Костюковичского района Могилёвской области (Беларусь). Белорус.
В марте-августе 1930 года работал в Донбассе — чернорабочий на шахте № 22 в посёлке Снежное (ныне в Донецкой области). В 1930—1931 годах работал в Кривбассе — чернорабочий на шахте имени Розы Люксембург Колачевского рудника (ныне не существует, территория Терновского района города Кривой Рог Днепропетровской области). В мае-октябре 1931 года – колхозник в колхозе имени К. Е. Ворошилова в родной деревне.
В армии с октября 1931 года. Служил в пехоте (в Белорусском военном округе). В мае 1932 года окончил полковую школу, в ноябре 1932 года — бронетанковые курсы. До мая 1938 года служил командиром танка танкового батальона стрелковой дивизии (в Белорусском военном округе). В ноябре 1938 года окончил курсы автотехников в Смоленске. Служил политруком автороты и политруком танковой роты (в Западном и Прибалтийском особых военных округах).
Участник Великой Отечественной войны: в июне-июле 1941 — политрук роты 10-го танкового полка 5-й танковой дивизии. Воевал на Северо-Западном фронте. Участвовал в оборонительных боях в Литве и Белоруссии.
С июля 1941 — политрук учебной танковой роты (в Московском военном округе), в октябре 1941 — октябре 1942 — политрук учебной роты 9-го отдельного учебного танкового полка (в городе Владимир).
В феврале 1943 года окончил Курсы усовершенствования офицерского состава при Военной академии механизации и моторизации. В феврале-августе 1943 года находился в резерве Управления бронетанковых и механизированных войск Степного военного округа. В сентябре 1943 — январе 1944 — заместитель командира батальона 35-го учебного танкового полка (в городе Горький, ныне Нижний Новгород).
В качестве опытного специалиста в июне 1944 года был откомандирован для оказания помощи в Войско Польское. Командир 3-го танкового батальона 1-й польской танковой бригады капитан Ф. М. Авхачёв воевал на 1-м и 2-м Белорусском фронтах. Участвовал в Варшавско-Познанской, Восточно-Померанской и Берлинской операциях.
За отличие в штурме города Меркиш-Фридлянд (ныне Мирославец, Польша) награждён орденом Красного Знамени (25 марта 1945). В боях за город Нойштадт (ныне Вейхерово) танки батальона капитана Ф. М. Авхачёва поддерживали действия 326-го гвардейского стрелкового полка 101-й гвардейской стрелковой дивизии. Совершив обходной манёвр, танкисты с севера ворвались в город и помогли стрелковым соединениям штурмовать его.
Особо отличился в марте 1945 года в боях за город Гдыня (ныне Польша), в котором находились крупный гарнизон, порт и базы снабжения вермахта. Танковый батальон под его командованием одним из первых ворвался в город, уничтожил 11 орудий противника, захватил 20 паровозов, около 100 вагонов с грузом, 5 складов с продовольствием, около 350 автомашин, а также 30 мотоциклов.
Указом Президиума Верховного Совета СССР от 15 мая 1946 года «за умелое командование батальоном и личное мужество и героизм, проявленные в боях», майору Авхачёву Федосу Михайловичу присвоено звание Героя Советского Союза с вручением ордена Ленина и медали «Золотая Звезда».
После войны до мая 1946 года продолжал командовать танковым батальоном в Войске Польском. В июле 1947 года окончил Ленинградскую высшую офицерскую бронетанковую школу. С июля 1947 года майор Ф. М. Авхачёв — в запасе.
В 1948—1950 годах работал заместителем председателя правления кооперативной фабрики «Спартак» (производство спортивного инвентаря), в 1950—1953 годах — председателем правления артели «Трикотажник». В 1953—1954 годах — старший товаровед хозяйственного управления Министерства автомобильного транспорта и шоссейных дорог СССР.
В 1954—1962 годах — управляющий конторы материально-технического снабжения «Райтехснаб» Советского (с 1960 года — Фрунзенского) района города Москвы, в октябре — ноябре 1962 — старший товаровед ремонтно-строительного треста Фрунзенского района Москвы. Затем работал в Ремонтно-строительном тресте Краснопресненского района Москвы: старшим товароведом строительного управления № 1 (в 1962—1964 годах) и старшим инженером по оборудованию строительного управления № 2 (в марте — мае 1964 года). В 1964—1969 годах работал управляющим конторы материально-технического снабжения Краснопресненского района.
Жил в Москве. Умер 17 ноября 1993 года. Похоронен на Митинском кладбище в Москве.

## Награды и звания
Советские государственные награды и звания:
- Герой Советского Союза (15 мая 1946, Медаль «Золотая Звезда» № 9122)
- орден Ленина (15 мая 1946)
- орден Красного Знамени (25 марта 1945[5])
- орден Отечественной войны I степени (11 марта 1985[6])
- медали, в том числе
  - медаль «За боевые заслуги» (3 ноября 1944)

Польские ордена и медали:
- Орден «Крест Грюнвальда» III степени
- Крест Храбрых
- Серебряный Крест Заслуги
- бронзовая медаль «Заслуженным на поле Славы»[5]
- медаль «За Варшаву 1939—1945»
- медаль «За Одру, Нису и Балтику»
- медаль «Победы и Свободы»

## Память
Танк Т-34 из его батальона установлен как памятник в городе Гдыне на постаменте. В центральном парке города Костюковичи установлен бюст, его именем названа улица, а в Костюковичском краеведческом музее ему посвящена экспозиция.

Бюст в г. Костюковичи.
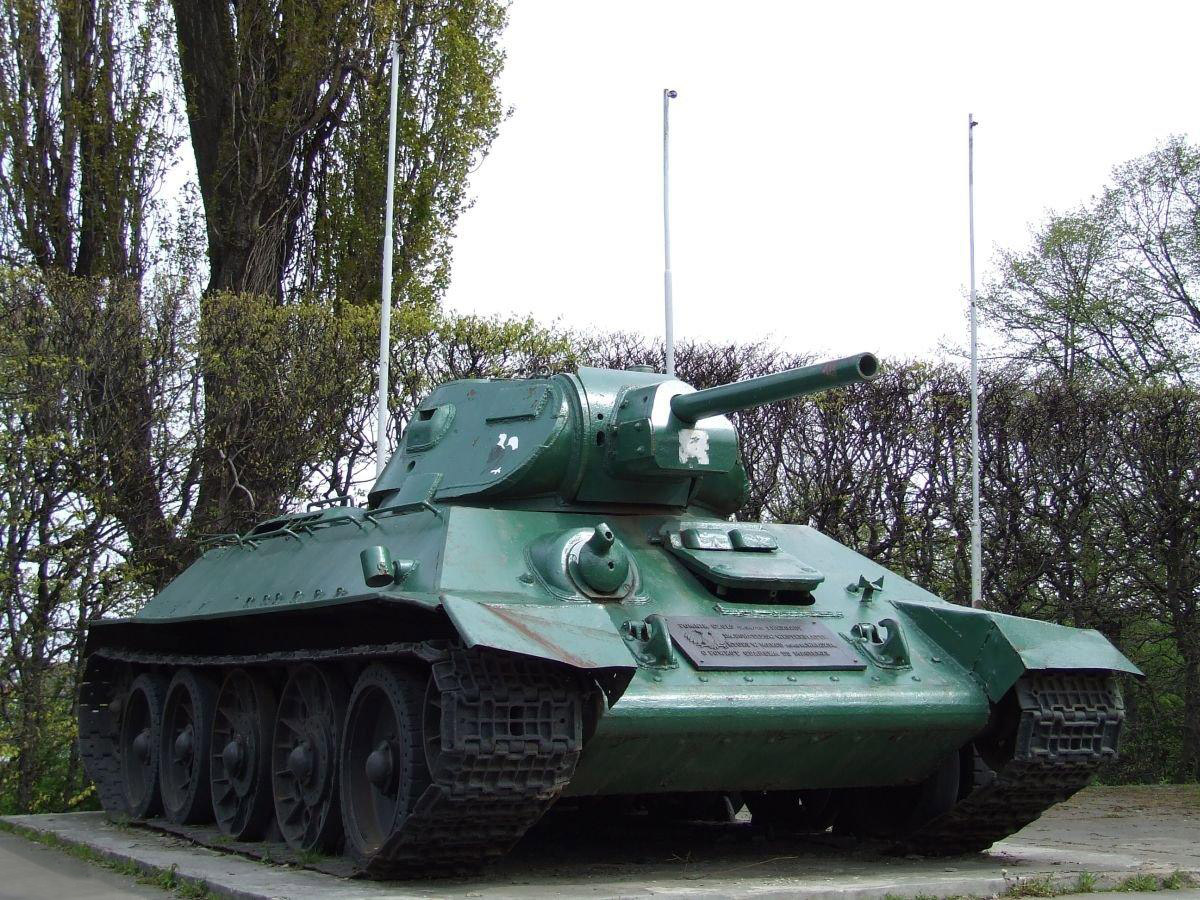
Танк-памятник в Гданьске, который первым вошёл в город Гдыня 27 марта 1945 года

## Семья
Жена — Надежда Егоровна (1915—1996), сын — Александр Федосович (1950—2010). Похоронены вместе с мужем на Митинском кладбище в Москве.